# Micropsectra septentrionalis
Micropsectra septentrionalis är en tvåvingeart som först beskrevs av Jean-Jacques Kieffer 1915.  Micropsectra septentrionalis ingår i släktet Micropsectra och familjen fjädermyggor. Inga underarter finns listade i Catalogue of Life.